# タンカン駅
タンカン駅（ベトナム語：Ga Tân Cảng / Ga 新港?）はベトナム社会主義共和国ホーチミン市ビンタイン区に位置するホーチミン地下鉄の駅である。

## 路線
ホーチミン地下鉄
1号線

## 隣の駅
ホーチミン地下鉄
1号線
ヴァンタイン公園駅 - タンカン駅 - タオディエン駅